# Siem Bouk
Siem Bouk es uno de los cinco distritos que forman la provincia camboyana de Stung Treng, con una población estimada en marzo de 2008 de 14 444 habitantes. Está dividido en las siguientes  comunas (khum), que se muestran asimismo con población estimada de 2008:
- Kaoh Preah 1,438
- Kaoh Sampeay 2,195
- Kaoh Sralau 3,160
- Ou Mreah 1,805
- Ou Ruessei Kandal 1,552
- Siem Bouk 1,823
- Srae Krasang 2,471[1]